# Braian Aquino
Braian Leandro Aquino (Buenos Aires, Argentina, 16 de marzo de 1993) es un futbolista argentino. Juega como volante central y su primer equipo fue Ferro.

## Trayectoria

### Ferro
Realizó todas las inferiores en el Ferro. En la temporada 2012/2013 se integra al plantel profesional siendo que logra formar parte de la convocatoria del partido entre  Ferro - Douglas Haig del 18/03/2013, partido que termina empatado sin goles, en dicho partido no ingresó por lo que no disputó minutos.
En la temporada 2013/2014 sigue formando parte del plantel profesional siendo que logra formar parte de la convocatoria del partido entre  Ferro - Villa San Carlos del 14/09/2013, partido que termina empatado sin goles, en dicho partido no ingresó por lo que no disputó minutos.
En la temporada 2014/15 tuvo su debut en ingresando a los 33 minutos del segundo tiempo por Guillermo Vernetti en el partido entre Argentinos Juniors - Ferro del 27/09/2014, partido que termina ganando Ferro con gol de Julián Lalinde, en total en dicho partido disputó 12 minutos.

### Juventud Unida
Se confirma su llegada a préstamo al equipo de Gualeguaychú. En total disputaría 16 partidos antes de regresar de su préstamo y rescindir su contrato con Ferro.

### Los Andes
Se confirma su llegada al club de Lomas de Zamora para disputar el Campeonato de Primera B 2019-20. Llegaría a disputar 13 partidos antes de que se cancelara el campeonato por la pandemia de Covid.

### Guillermo Brown
Se confirma su llegada a La Banda donde sería dirigido nuevamente por Marcelo Broggi, llega junto con su excompañero Leonel Dante Álvarez firmando contrato para disputar el Campeonato Transición de Primera Nacional 2020 tras el parate por Covid. Debutaría en la primera fecha al ingresar a los 31 del segundo tiempo del partido contra Alvarado de Mar del Plata. En total disputaría 5 partidos en los que no convirtió goles y recibió 2 amarillas en los 228 minutos disputados. De cara al Campeonato de Primera Nacional 2021 continuaría en el equipo, disputando 22 partidos más en los que recibió 6 amarillas y no convirtió goles en los 1200 minutos jugados.

### Tristán Suárez
Se confirma su llegada al lechero para disputar el Campeonato de Primera Nacional 2022, firmaría contrato hasta el 31 de diciembre del 2022. Su primer partido sería el 11 de febrero en la primera fecha contra Deportivo Morón, jugaría de titular y con la 5 en la espalda hasta que saldría reemplazado a los 9 minutos del segundo tiempo por Leonardo Villalba. En total disputaría 7 partidos con un total de 477 minutos en los que no convirtió goles ni recibió tarjetas amarillas. No continuaría en el plantel en la siguiente temporada.

## Estadísticas
Actualizado al 05 de diciembre de 2022

| Ferro Argentina | 2.ª                 | 2012-13             | 0   | 0 | 0 | 0 | — | — | 0   | 0 |
| Ferro Argentina | 2.ª                 | 2013-14             | 0   | 0 | 0 | 0 | — | — | 0   | 0 |
| Ferro Argentina | 2.ª                 | 2014-15             | 13  | 0 | 1 | 0 | — | — | 14  | 0 |
| Ferro Argentina | 2.ª                 | 2015                | 16  | 0 | 2 | 0 | — | — | 18  | 0 |
| Ferro Argentina | 2.ª                 | 2016                | 12  | 0 | 1 | 0 | — | — | 13  | 0 |
| Ferro Argentina | 2.ª                 | 2016-17             | 14  | 0 | 1 | 0 | — | — | 15  | 0 |
| Ferro Argentina | 2.ª                 | 2017-18             | 1   | 0 | 0 | 0 | — | — | 1   | 0 |
| Ferro Argentina | Total               | Total               | 57  | 0 | 5 | 0 | 0 | 0 | 62  | 0 |
| Juventud Unida Argentina | 3.ª                 | 2018-19             | 13  | 0 | 3 | 0 | — | — | 16  | 0 |
| Juventud Unida Argentina | Total               | Total               | 13  | 0 | 3 | 0 | 0 | 0 | 16  | 0 |
| Los Andes Argentina | 3.ª                 | 2019-20             | 13  | 0 | 0 | 0 | — | — | 13  | 0 |
| Los Andes Argentina | Total               | Total               | 13  | 0 | 0 | 0 | 0 | 0 | 13  | 0 |
| Guillermo Brown Argentina | 2.ª                 | 2020                | 5   | 0 | 0 | 0 | — | — | 5   | 0 |
| Guillermo Brown Argentina | 2.ª                 | 2021                | 22  | 0 | 0 | 0 | — | — | 22  | 0 |
| Guillermo Brown Argentina | Total               | Total               | 27  | 0 | 0 | 0 | 0 | 0 | 27  | 0 |
| Tristán Suárez Argentina | 2.ª                 | 2022                | 7   | 0 | 0 | 0 | — | — | 7   | 0 |
| Tristán Suárez Argentina | Total               | Total               | 7   | 0 | 0 | 0 | 0 | 0 | 7   | 0 |
| Total en su carrera | Total en su carrera | Total en su carrera | 116 | 0 | 8 | 0 | 0 | 0 | 124 | 0 |
| (1) La copa nacional se refiere a la Copa Argentina y Supercopa Argentina . (2) La copa internacional se refiere a la Copa Sudamericana, Recopa Sudamericana, Copa Libertadores y Copa Suruga Bank. |                     |                     |     |   |   |   |   |   |     |   |